# 戊硼烷(11)
戊硼烷(11)是一种无机化合物，化学式 B5H11。 它是一种硼烷，和戊硼烷(9) (B5H9) 非常有关。  它比巢式-戊硼烷(9)多两个氢原子，因此戊硼烷(11) 被归类为网式- 硼烷。

## 制备
和其它硼烷一样，戊硼烷(11) 最初是从乙硼烷的热分解而成的。  更有系统的合成方法是用三溴化硼处理[B4H9]-而成。  路易斯酸会提取氢负离子，得到不稳定的B4H8，也就是B5H11的前体： 
[B4H9]− +  BBr3   →   B4H8  +  HBBr3−
2 B4H8   →   B5H11  +  "B3H5"